# Ligonda
Das Ligonda ist ein afrikanisches Schwert. Afrikanische Schwerter wurden in verschiedenen Ländern und von verschiedenen Ethnien Afrikas als Kriegs-, Jagd-, Kultur- und Standeswaffe entwickelt und genutzt. Die jeweilige Bezeichnung der Waffe bezieht sich auf eine Ausprägung dieses Waffentyps, die einer bestimmten Ethnie zugeordnet wird.

## Beschreibung
Das Ligonda hat eine breite, beilförmige Klinge. Die Klinge wird vom Heft an breiter und endet in einem halbmondförmigen Ort. Sie hat einen leichten Mittelgrat. Die Schneide ist fast vom Heft an umlaufend. Das Heft besteht aus Holz, ist poliert und hat einen diskusähnlichen Knauf. Das Ligonda wird von der Ethnie der Sengele, Ntomba, Lia und Ngata, welche in der heutigen Demokratischen Republik Kongo leben, benutzt.